# 七尾みつみ
七尾 みつみ（ななお みつみ、1984年11月26日 - ）は、日本の元AV女優である。

## 人物・経歴
2006年8月に『下着・乳・女体図鑑　No5』で、AV女優としてデビュー。
現在はすでに引退していると思われる。

## 作品

### アダルトビデオ
2006年
- 下着・乳・女体図鑑　No5　（8月5日、ティファ・コーポレーション）
- Honey Dip's Hotel piece.05　（9月8日、ゴーゴーズ）*
- 妹はあまえんぼう　七尾みつみ　（9月22日、レイディックス）*
- 中出し　七尾みつみ　（10月5日、Yellow Duck）*
- 巨乳濡れマン妻 七尾みつみ　（10月13日、大蔵映像）*
- 爆乳若妻生中出し　（10月20日、Nadeshiko）
- 超すけポチ 七尾みつみ　（10月25日、イーネット・フロンティア）*
- 巨乳若妻痙攣交尾 七尾みつみ　（11月11日、ボスキャット）*
- 巨乳女狩り27　（11月18日、クリスタル映像）
- 巨乳悦楽59　（11月29日、プールクラブ・エンタテインメント）*
- 爆乳遊戯2　（12月20日、ステージメディア）

2007年
- 爆乳遊戯2 （1月5日、ステージメディア）
- ご主人様はあなただけ ハミ乳メイド4　（1月19日、メディアバンク）
- Boin Boin 19 （1月31日、ステージメディア）
- W爆乳スーパーソープ4　（3月30日、笠倉出版社）
- 乳っ娘制服向上委員会5 （4月5日、ステージメディア）
- 巨乳悦楽SP.10 （4月6日、プールクラブ・エンタテインメント）
- プールクラブのリモバイ恥女6　（4月6日、プールクラブ・エンタテインメント）
- 巨乳女狩り14　（4月20日、クリスタル映像）
- まさに天国！顔面おっぱい潰しと手コキ～パイズリもあるよ！～　（4月25日、レイディックス）
- バイブの虜23 （5月11日、プールクラブ・エンタテインメント）
- 巨乳がいちばんエラい！10人3時間 （8月13日、マルクス兄弟）
- 中出し奥様大全集　（8月16日、センタービレッジ）
- 妹のおっぱい10 （9月5日、ステージメディア）
- 人妻中出し30連発 （10月11日、アクティブコミュニケーションズ）
- ビクトリー！手コキと勢いのある射精　（10月25日、レイディックス）
- Boin Boin「総集編。」Vol.3 （11月30日、ステージメディア）

2008年
- スケベ妻中出し白書20連発　（2月5日、アクティブコミュニケーションズ）
- 淫乱おばさま中出し痴療院 本日来院20名【診療科目：熟女内科】　（2月19日、ダイナマイトエンタープライズ）
- 爆乳遊戯 4時間15人デラックス （4月1日、ステージメディア）
- パイズリの嵐　（4月4日、プールクラブ・エンタテインメント）
- 爆乳女狩り　（4月25日、クリスタル映像）
- 発情豚妻の異常性欲　（5月1日、CORE）
- スーパー美熟女セレクション VOL.4　（5月13日、Yellow Duck）
- 美巨乳熟女BEST4時間　（6月10日、Yellow Duck）
- 巨乳×爆乳 GRANDPRIX DX3　（6月27日、クリスタル映像）
- 極選4時間 巨乳女狩り2　（9月12日、クリスタル映像）
- DEKAPAI ism. 仰天爆乳4時間　（10月31日、ステージメディア）
- スーパー美熟女セレクション VOL.10　（12月2日、Yellow Duck）
- 若妻 近●相姦　（12月19日、Nadeshiko）

2009年
- Mカップボイン素人ナマ中出し なつみ　（3月19日、胸キュン喫茶）*　※なつみ名義
- 妹はあまえんぼう フルコンプリートDVD 桃色 永久保存版　（3月21日、レイディックス）*
- 新肉感地帯 凄い肉体！勃起喰い女教師　（3月25日、JAMS）*
- Boin「七尾みつみ」Box　（4月1日、ABC）*
- 110cm Icup MITSUMI　（4月19日、OPPAI）*　※MITSUMI名義
- 巨乳 OR DIE 111cmボインで可憐 K-cup　（4月25日、レイディックス）*
- 新肉感地帯 ボイン道場3 凄い肉体！！最強タッグ編　（5月25日、JAMS）
- ジャパニーズ・プランパー2 前人未踏の豊満・巨乳映像　（7月1日、プールクラブ・エンタテインメント）
- プランパーレジェンド 伝説のグラマラス8名　（7月20日、プールクラブ・エンタテインメント）
- 美巨乳熟女BEST4時間 Vol.8　（7月28日、Yellow Duck）
- 巨乳・爆乳 パイズリVOL.4　（8月1日、映天）
- 巨乳・爆乳 乳揉み VOL.7　（8月1日、映天）
- 七人の超乳 4時間　（9月1日、ABC/妄想族）
- 巨乳・爆乳 乳舐め吸い VOL.8　（9月4日、映天）
- 巨乳・爆乳 授乳手コキ VOL.5　（9月4日、映天）
- OPPAI上半期総集編 2009年1月～6月　（10月19日、OPPAI）
- お姉さん巨乳百景 GカップからLカップまで！！！50人のハニーパイパイ　（12月20日、レイディックス）

2010年
- 爆乳素人20人実録淫乱白書8時間DX　（1月22日、エクストリージョン）
- 巨乳・爆乳 乳揉み2 BEST40人4時間　（1月22日、映天）
- 巨乳狩りセックス 計画的レイプ　（1月22日、映天）
- フェラ口内発射!!14人　（2月5日、映天）
- 妹のおっぱいはBoin Boin 980 VOL.2　（3月19日、エクストリージョン）

注：「*」印＝単体出演作品